# Offwiller
Offwiller est une commune française située dans la circonscription administrative du Bas-Rhin et, depuis le 1er janvier 2021, dans le territoire de la Collectivité européenne d'Alsace, en région Grand Est.
Cette commune se trouve dans la région historique et culturelle d'Alsace.

## Géographie

### Localisation
La commune est à 6,5 km de Oberbronn, 8,6 de Lichtenberg et 10,2 de Niederbronn-les-Bains.
|             | Baerenthal Moselle | Oberbronn Zinswiller |
| Lichtenberg | Offwiller          | Uhrwiller            |
| Rothbach    | Bischholtz         | Mulhausen            |

### Géologie et relief
La commune fait partie du parc naturel régional des Vosges du Nord.
La commune se compose de 45,21 hectares de territoires artificialisés (2,84 %), 614,52 hectares de territoires agricoles (38,65 %) et 930,48 hectares de forêts et milieux semi-naturels (58,52 %).
Espaces naturels :
- Quatre espaces protégés hors Natura 2000.  Vosges Du Nord :

Réserve de Biosphère :
* zone centrale,
* zone tampon,
* zone de transition,
Parc naturel régional des Vosges du Nord.
- Un espace protégé Natura 2000 :

La Moder et ses affluents.
- Quatre zones naturelles d'intérêt écologique, faunistique et floristique (Znieff) :

* Paysage de collines avec vergers du Pays de Hanau,
* Cours amont de la Moder et de ses affluents,
* Prairies, vergers et vallons humides du piémont vosgien à Rothbach, Offwiller et Zinswiller,

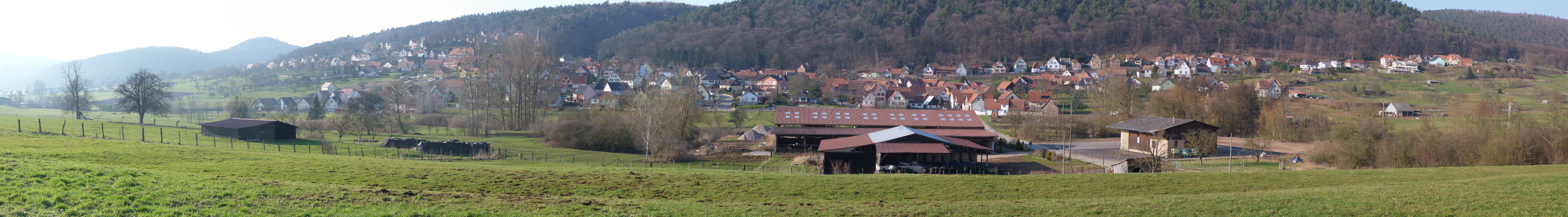
Panorama du village.

* Bois d'Uhrwiller et lisières.
Carte géologique et proportions des types de couverture de la commune en 2012. Sources SIGES :
- Forêts : 58,4 %,
- Prairies : 19,9 %,
- Terres arables : 15,9 %,
- Cultures permanentes : 3;7 %,
- Zones urbanisées : 2,6 %,
- Zones agricoles hétérogènes : < 0,5 %.

### Hydrographie et les eaux souterraines
Hydrogéologie et climatologie : Système d’information pour la gestion des eaux souterraines du bassin Rhin-Meuse :
Territoire communal : Occupation du sol (Corinne Land Cover); Cours d'eau (BD Carthage),
Géologie : Carte géologique; Coupes géologiques et techniques,
 Hydrogéologie : Masses d'eau souterraine; BD Lisa; Cartes piézométriques.

#### Réseau hydrographique
La commune est dans le bassin versant du Rhin au sein du bassin Rhin-Meuse. Elle est drainée par la Zinsel du Nord, le ruisseau le Rothbach, le ruisseau de Wissbach, le ruisseau le Viedelmatt et le ruisseau le Weihergraben,.
La Zinsel du Nord, d'une longueur totale de 43,2 km, prend sa source dans la commune de Mouterhouse et se jette  dans la Moder à Schweighouse-sur-Moder, après avoir traversé douze communes. 

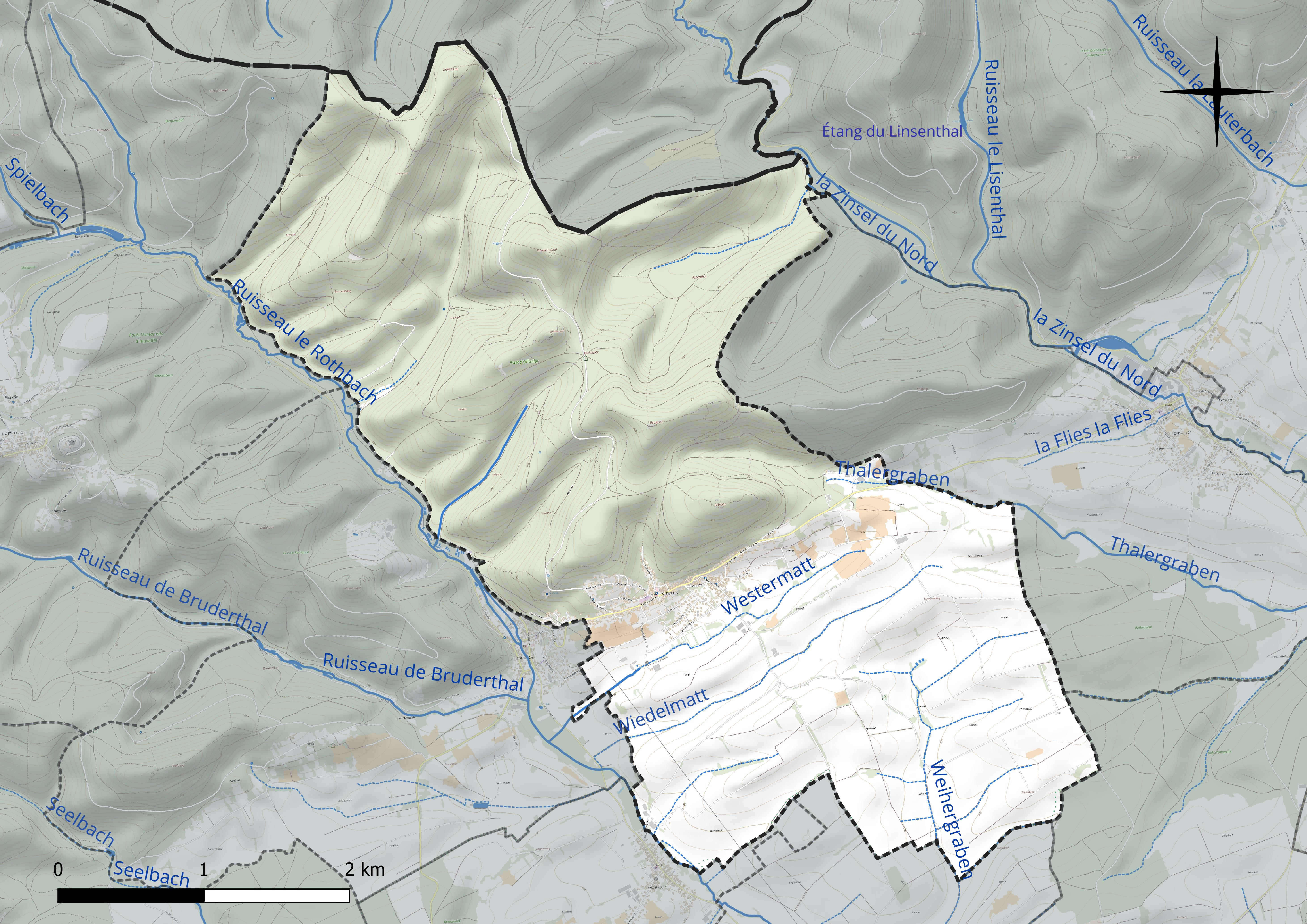
Réseau hydrographique d'Offwiller.

Le Rothbach, d'une longueur de 23 km, prend sa source dans la commune de Reipertswiller et se jette  dans la Moder à Val-de-Moder, après avoir traversé neuf communes. 

#### Gestion et qualité des eaux
Le territoire communal est couvert par le schéma d'aménagement et de gestion des eaux (SAGE) « Moder ». Ce document de planification concerne le bassin versant de la Moder dont le territoire s'étend sur 1 720 km2. Le périmètre a été arrêté le 25 janvier 2006. La commission locale de l'eau a été créée le 12 juillet 2007, puis modifiée le 14 décembre 2021. La structure porteuse de l'élaboration et de la mise en œuvre est le Syndicat des eaux et de l’assainissement Alsace-Moselle (SDEA). 
La qualité des cours d’eau peut être consultée sur un site dédié géré par les agences de l’eau et l’Agence française pour la biodiversité.

### Climat
Pour des articles plus généraux, voir Climat du Grand Est et Climat du Bas-Rhin.
En 2010, le climat de la commune est de type climat des marges montargnardes, selon une étude du Centre national de la recherche scientifique s'appuyant sur une série de données couvrant la période 1971-2000. En 2020, Météo-France publie une typologie des climats de la France métropolitaine dans laquelle la commune est exposée à un climat semi-continental et est dans la région climatique  Vosges, caractérisée par une pluviométrie très élevée (1 500 à 2 000 mm/an) en toutes saisons et un hiver rude (moins de 1 °C). 
Pour la période 1971-2000, la température annuelle moyenne est de 10,4 °C, avec une amplitude thermique annuelle de 17,4 °C. Le cumul annuel moyen de précipitations est de 899 mm, avec 11,9 jours de précipitations en janvier et 10,2 jours en juillet. Pour la période 1991-2020, la température moyenne annuelle observée sur la station météorologique de Météo-France la plus proche, « Uhrwiller_sapc », sur la commune de Uhrwiller à 4 km à vol d'oiseau, est de 10,9 °C et le cumul annuel moyen de précipitations est de 740,0 mm. 
La température maximale relevée sur cette station est de 38,7 °C, atteinte le 7 août 2015 ; la température minimale est de −18 °C, atteinte le 20 décembre 2009,,. 
Les paramètres climatiques de la commune ont été estimés pour le milieu du siècle (2041-2070) selon différents scénarios d'émission de gaz à effet de serre à partir des nouvelles projections climatiques de référence DRIAS-2020. Ils sont consultables sur un site dédié publié par Météo-France en novembre 2022.

## Urbanisme

### Typologie
Au 1er janvier 2024, Offwiller est catégorisée bourg rural, selon la nouvelle grille communale de densité à sept niveaux définie par l'Insee en 2022.
Elle est située hors unité urbaine et hors attraction des villes,.

### Occupation des sols
L'occupation des sols de la commune, telle qu'elle ressort de la base de données européenne d’occupation biophysique des sols Corine Land Cover (CLC), est marquée par l'importance des forêts et milieux semi-naturels (58,4 % en 2018), une proportion sensiblement équivalente à celle de 1990 (58,5 %). La répartition détaillée en 2018 est la suivante : forêts (58,4 %), prairies (19,6 %), terres arables (15,3 %), cultures permanentes (3,7 %), zones urbanisées (2,9 %), zones agricoles hétérogènes (0,1 %). L'évolution de l’occupation des sols de la commune et de ses infrastructures peut être observée sur les différentes représentations cartographiques du territoire : la carte de Cassini (XVIIIe siècle), la carte d'état-major (1820-1866) et les cartes ou photos aériennes de l'IGN pour la période actuelle (1950 à aujourd'hui).

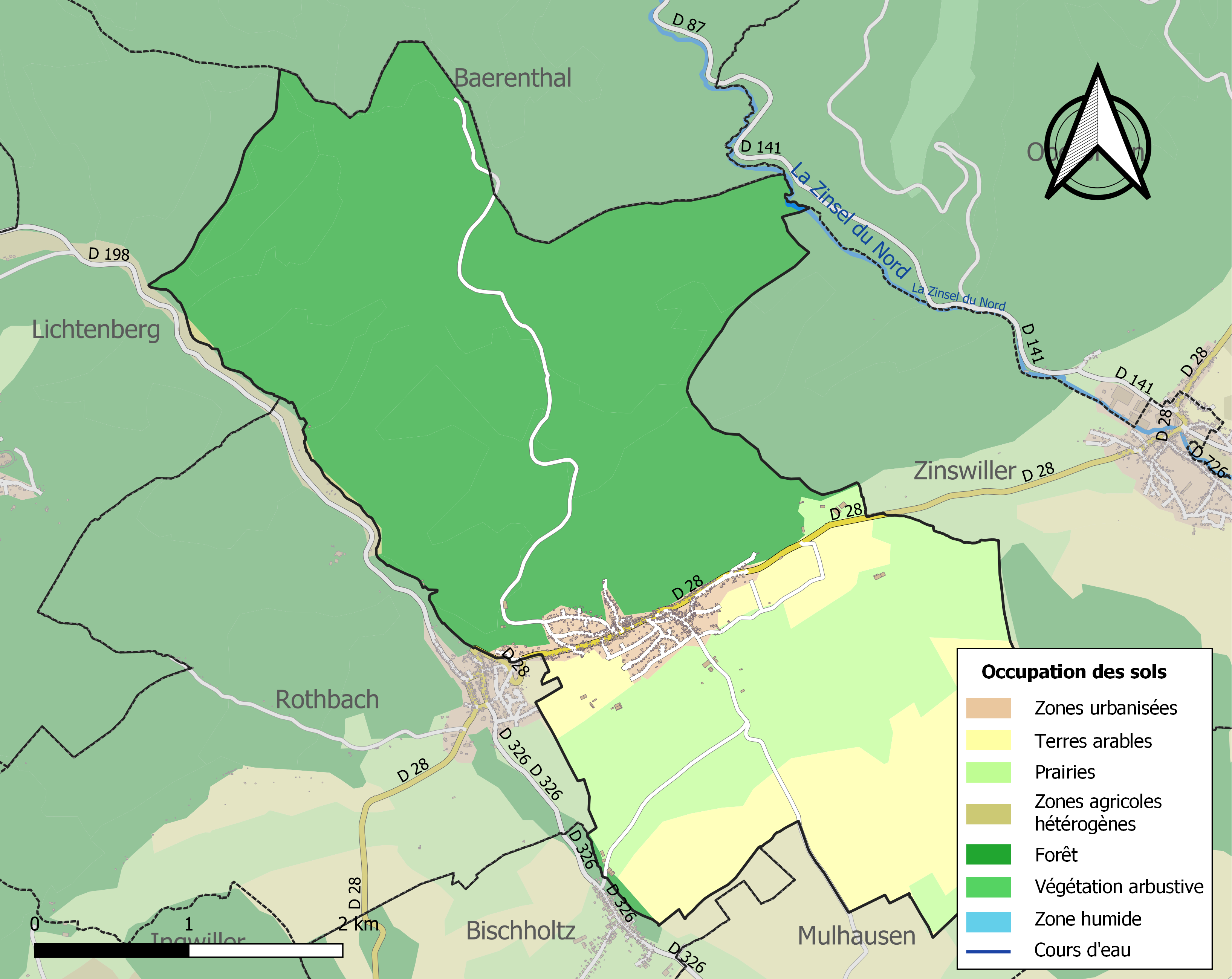
Carte des infrastructures et de l'occupation des sols de la commune en 2018 (CLC).

Commune bénéficiant du plan local d'urbanisme intercommunal de Niederbronn-les-Bains.

### Voies de communications et transports

#### Voies routières
- D 28 vers Rothbach, Ingwiller, Oberbronn, Niederbronn-les-Bains[31],
- D 41 vers Baerenthal,
- D 242 vers Gumbrechtshoffen, Gundershoffen.

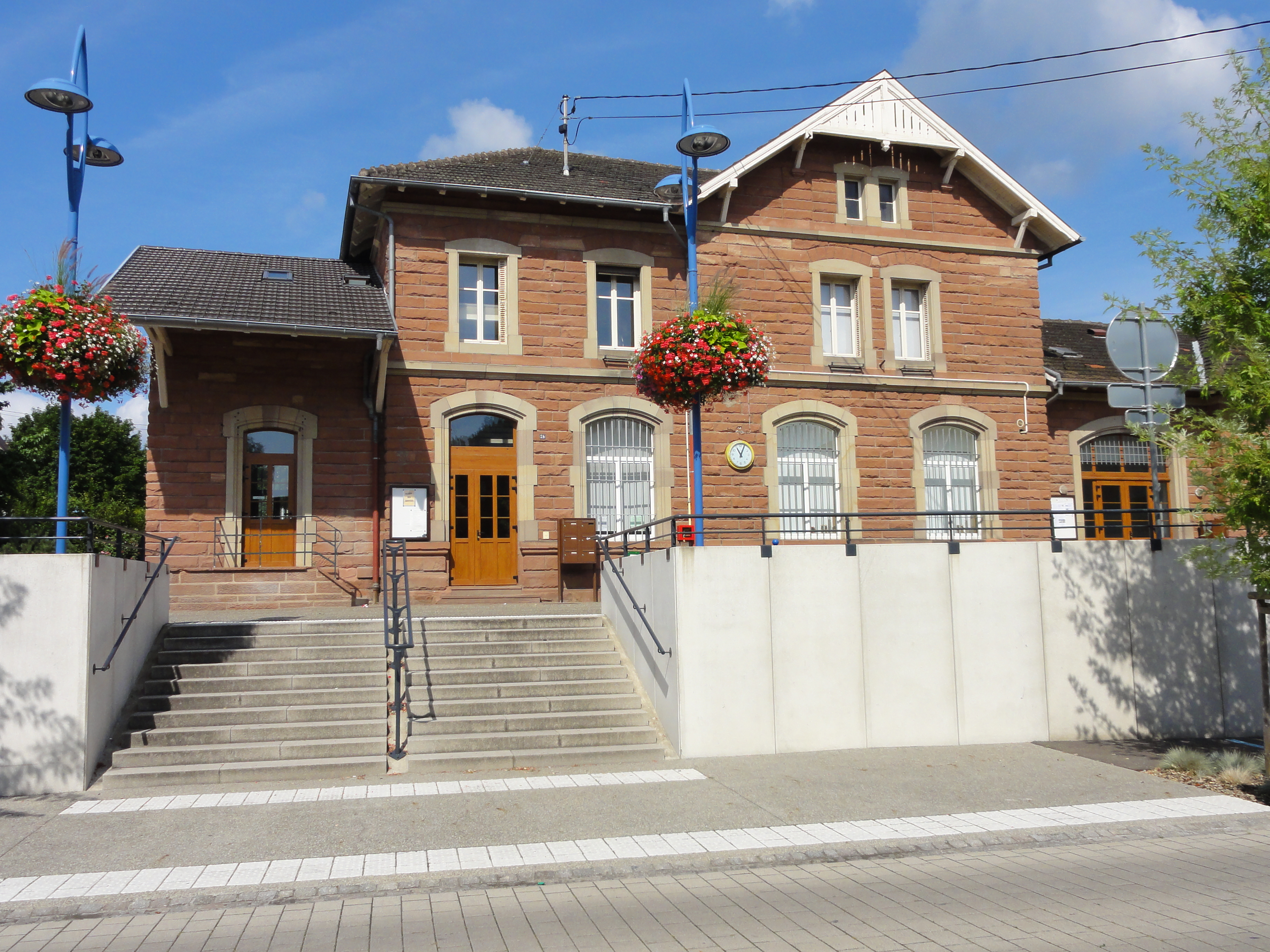
Gare d'Ingwiller.

- Autoroute A4.
- Autoroute A340.

#### Transports en commun
- Transports en Alsace.
- Fluo Grand Est.

##### SNCF
- Gare d'Ingwiller.
- Gare de Niederbronn-les-Bains

### Risques naturels et technologiques
Commune située dans une zone de sismicité modérée.

## Toponymie
- Offweiller (1793), Offwiler (1801)[33].

## Histoire
Le village est une possession du duc de Lorraine, puis de l'évêque de Strasbourg, inféodé aux Lichtenberg et à leurs successeurs, du XIVe siècle jusqu'à la Révolution.
Le village est le siège d'une commanderie des chevaliers teutoniques de Dahn, fondée au XIIIe siècle et sécularisée au XVIIe siècle.

## Politique et administration

### Découpage territorial

#### Commune et intercommunalités
La commune est membre de la communauté de communes du Pays de Niederbronn-les-Bains.

### Élections municipales et communautaires

#### Liste des maires
| Période                                  | Période                   | Identité                                     | Étiquette | Qualité                                                                           |
| ---------------------------------------- | ------------------------- | -------------------------------------------- | --------- | --------------------------------------------------------------------------------- |
| Les données manquantes sont à compléter. |                           |                                              |           |                                                                                   |
| décembre 1919                            | mai 1953                  | Georges Glasser                              |           |                                                                                   |
| mai 1953                                 | mars 1965                 | Georges Cronimus                             |           |                                                                                   |
| mars 1965                                | septembre 1986            | Frédéric Zill                                |           |                                                                                   |
| septembre 1986                           | juin 1995                 | Albert Caspar                                |           |                                                                                   |
| juin 1995                                | mars 2008                 | Pierre Diffine                               |           |                                                                                   |
| mars 2008                                | En cours (au 31 mai 2020) | Patrice Hilt, Réélu pour le mandat 2020-2026 |           | Président de la Communauté de communes du Pays de Niederbronn-les-Bains 2020-2026 |

### Budget et fiscalité 2023

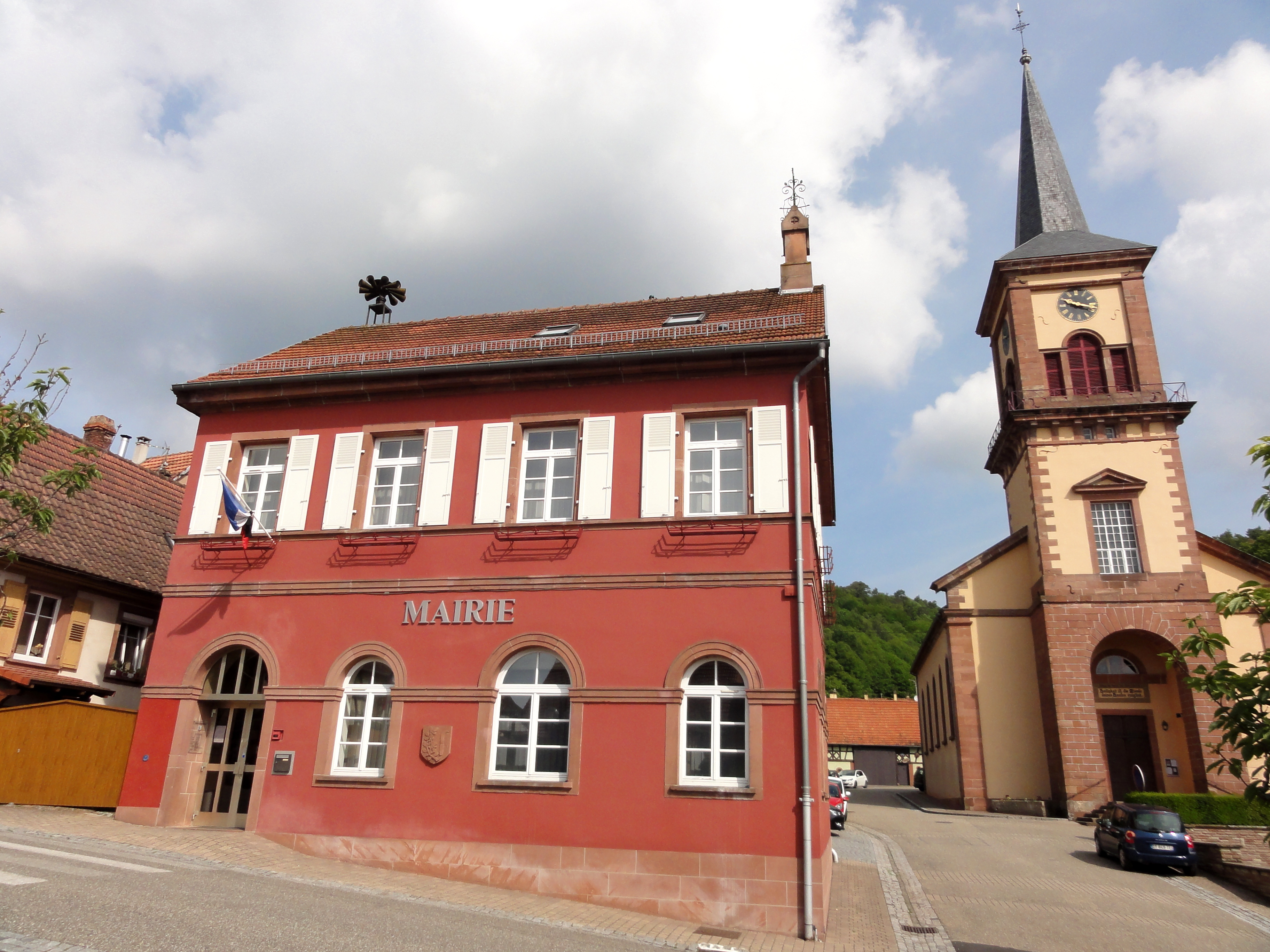
Mairie d'Offwiller.

En 2023, le budget de la commune était constitué ainsi :
- total des produits de fonctionnement : 7 177 000 €, soit 877 € par habitant ;
- total des charges de fonctionnement : 627 000 €, soit 767 € par habitant ;
- total des ressources d'investissement : 19 000 €, soit 23 € par habitant ;
- total des emplois d'investissement : 220 000 €, soit 269 € par habitant ;
- endettement : 432 000 €, soit 528 € par habitant.

Avec les taux de fiscalité suivants :
- taxe d'habitation : 16,90 % ;
- taxe foncière sur les propriétés bâties : 26,49 % ;
- taxe foncière sur les propriétés non bâties : 54,22 % ;
- taxe additionnelle à la taxe foncière sur les propriétés non bâties : 0 % ;
- cotisation foncière des entreprises : 0 %.

Chiffres clés Revenus et pauvreté des ménages en 2021 : médiane en 2021 du revenu disponible, par unité de consommation : 23 990 €.

## Équipements et services publics

### Enseignement
Établissements d'enseignements :
- École maternelle et primaire,
- Collèges à  Ingwiller, Niederbronn-les-Bains, Reichshoffen, Bouxwiller,
- Lycées à Bouxwiller, Éguelshardt, Bitche.

### Santé
Professionnels et établissements de santé :
- Médecins à Offwiller, Zinswiller, Niederbronn-les-Bains,
- Pharmacies à Oberbronn, Niederbronn-les-Bains, Ingwiller,
- Hôpitaux à Niederbronn-les-Bains, Ingwiller, Goersdorf.

## Population et société

### Démographie

#### Évolution démographique
L'évolution du nombre d'habitants est connue à travers les recensements de la population effectués dans la commune depuis 1793. Pour les communes de moins de 10 000 habitants, une enquête de recensement portant sur toute la population est réalisée tous les cinq ans, les populations de référence des années intermédiaires étant quant à elles estimées par interpolation ou extrapolation. Pour la commune, le premier recensement exhaustif entrant dans le cadre du nouveau dispositif a été réalisé en 2005.

En 2022, la commune comptait 807 habitants, en évolution de +0,37 % par rapport à 2016 (Bas-Rhin : +3,17 %, France hors Mayotte : +2,11 %).
| 1793 | 1800 | 1806 | 1821 | 1831 | 1836 | 1841 | 1846  | 1851  |
| ---- | ---- | ---- | ---- | ---- | ---- | ---- | ----- | ----- |
| 759  | 605  | 857  | 910  | 915  | 943  | 974  | 1 009 | 1 055 |

| 1856 | 1861 | 1866 | 1871 | 1875 | 1880 | 1885 | 1890 | 1895 |
| ---- | ---- | ---- | ---- | ---- | ---- | ---- | ---- | ---- |
| 926  | 950  | 972  | 920  | 891  | 904  | 885  | 884  | 897  |

| 1900 | 1905 | 1910 | 1921 | 1926 | 1931 | 1936 | 1946 | 1954 |
| ---- | ---- | ---- | ---- | ---- | ---- | ---- | ---- | ---- |
| 869  | 891  | 868  | 807  | 830  | 820  | 816  | 731  | 805  |

| 1962 | 1968 | 1975 | 1982 | 1990 | 1999 | 2005 | 2006 | 2010 |
| ---- | ---- | ---- | ---- | ---- | ---- | ---- | ---- | ---- |
| 900  | 933  | 926  | 897  | 882  | 852  | 826  | 821  | 817  |

| 2015 | 2020 | 2022 | - | - | - | - | - | - |
| ---- | ---- | ---- | - | - | - | - | - | - |
| 811  | 805  | 807  | - | - | - | - | - | - |

### Manifestations culturelles et festivités
- Le dernier week-end d'octobre, ou le premier week-end de novembre : messti du village.
- Schieweschlawe (lancement de disques enflammés ; le dimanche qui suit le Mardi-Gras.

### Cultes
- Culte protestant, paroisse protestante[44].
- Culte catholique, communauté de paroisses Les prairies de la Zorn[45], diocèse de Strasbourg.

En 1807, les confessions religieuses principales sont :
- catholique : 1 % ;
- luthérienne : 94 % ;
- calviniste : moins de 1 % ;
- juive : 3 %.

## Économie

### Entreprises et commerces

#### Agriculture
- Élevage d'ovins et de caprins.
- Culture et élevage associés.

#### Tourisme
- Restaurant.

#### Commerces
- Boulangerie-pâtisserie.
- Commerces et services de proximité à Gundershoffen, Ingwiller, Oberbronn.

## Culture locale et patrimoine

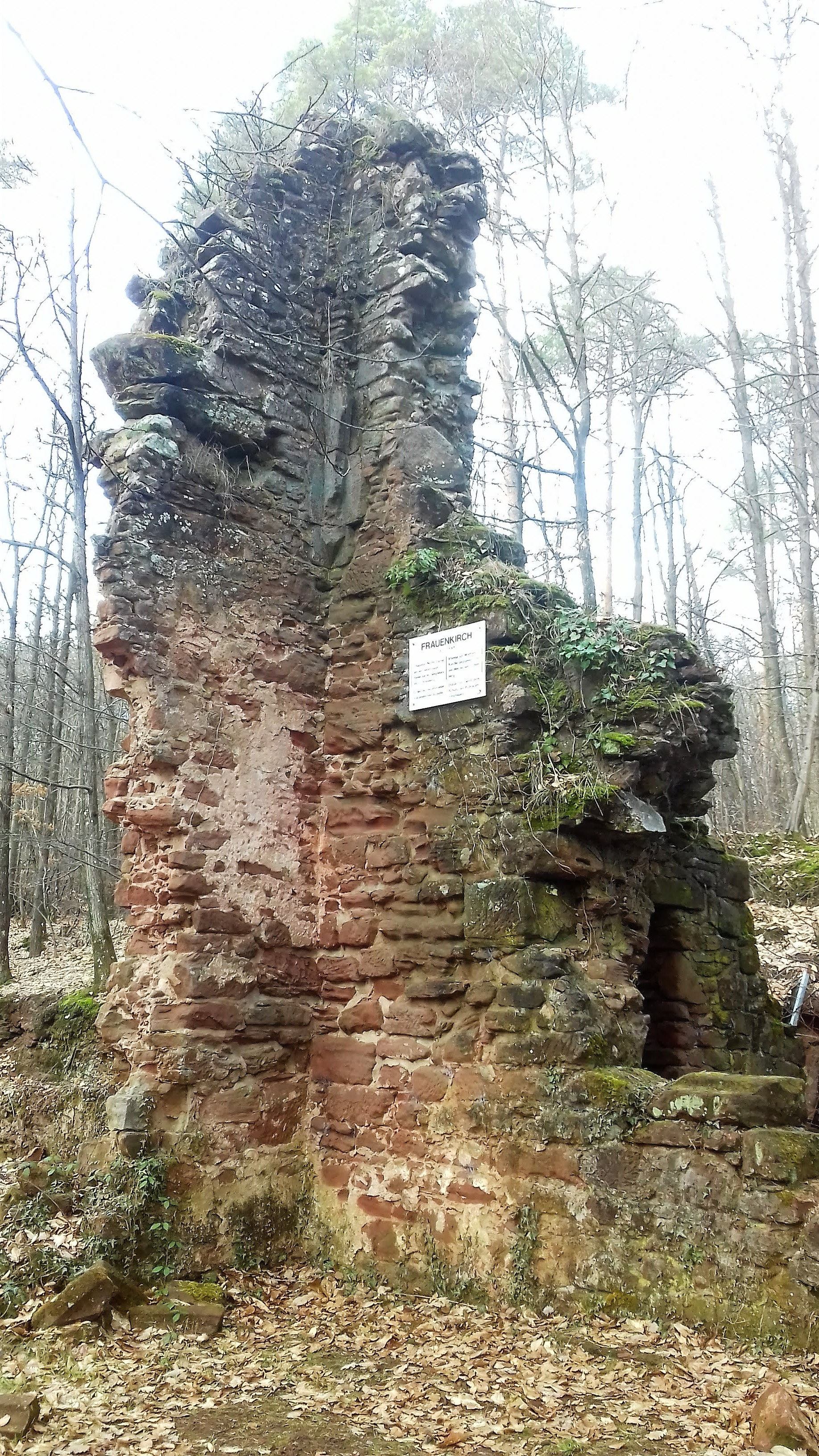
Ruines de l'église "Frauenkirch".
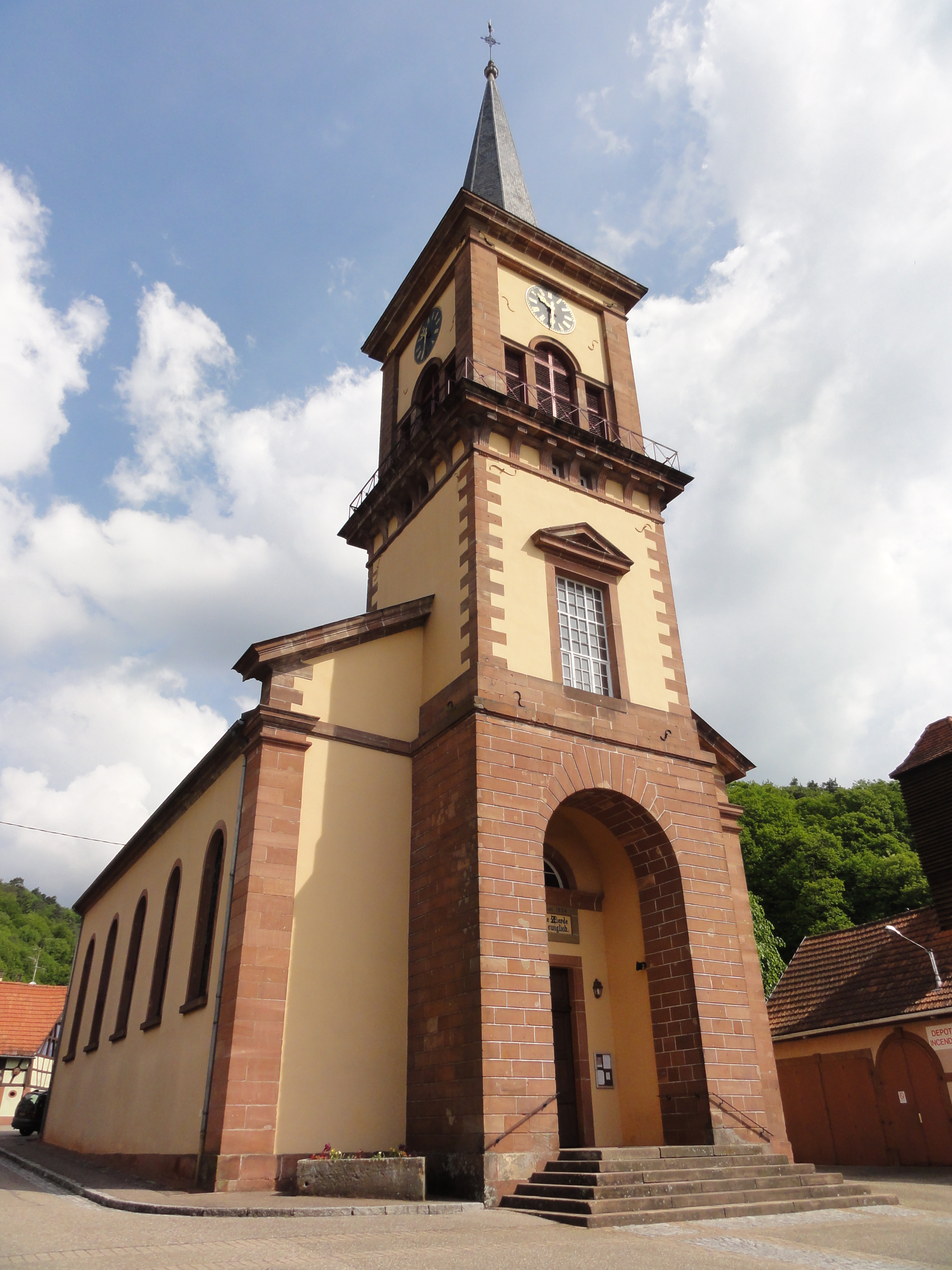
Église protestante (XIXe siècle).
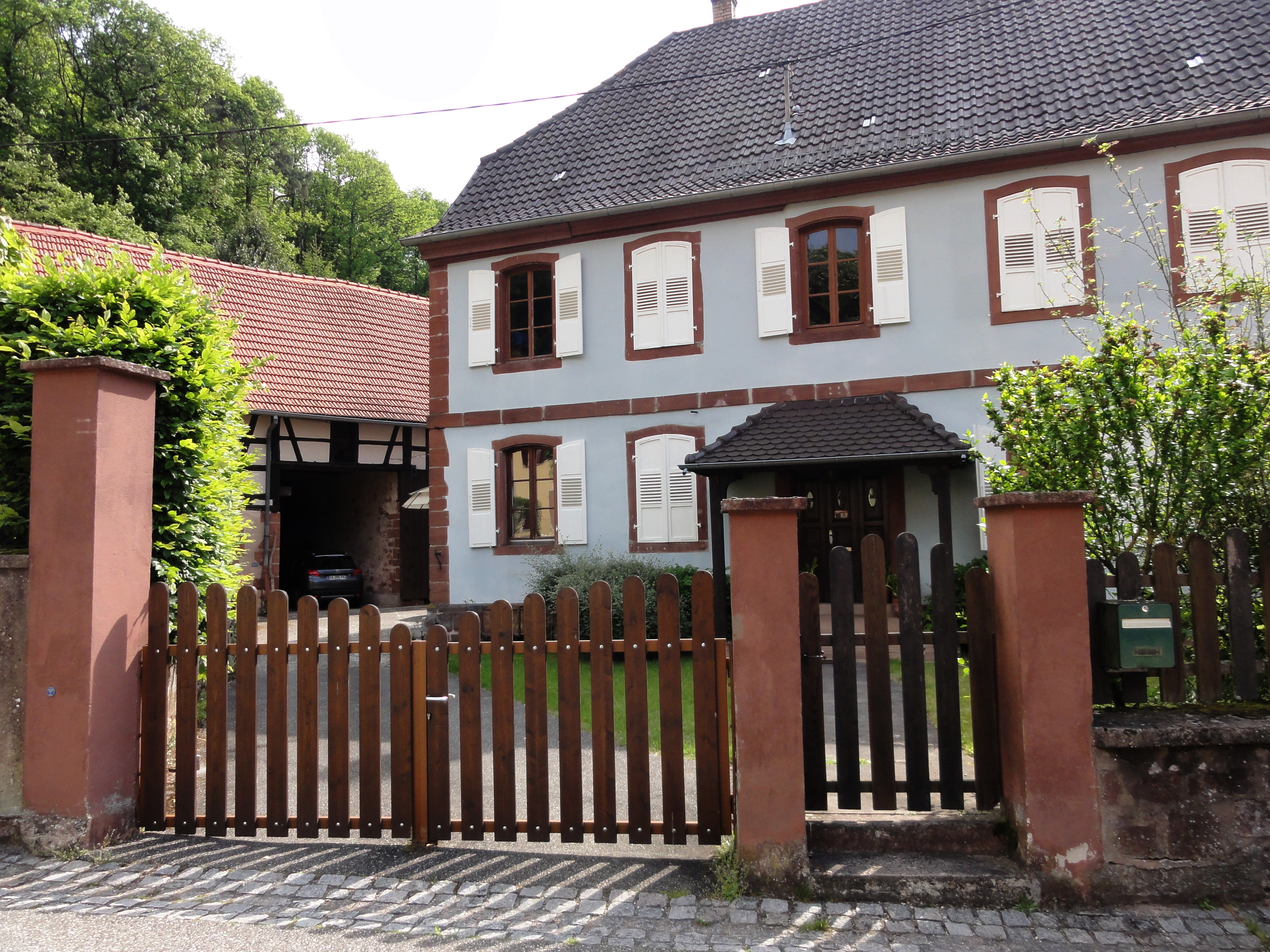
Presbytère (1751).
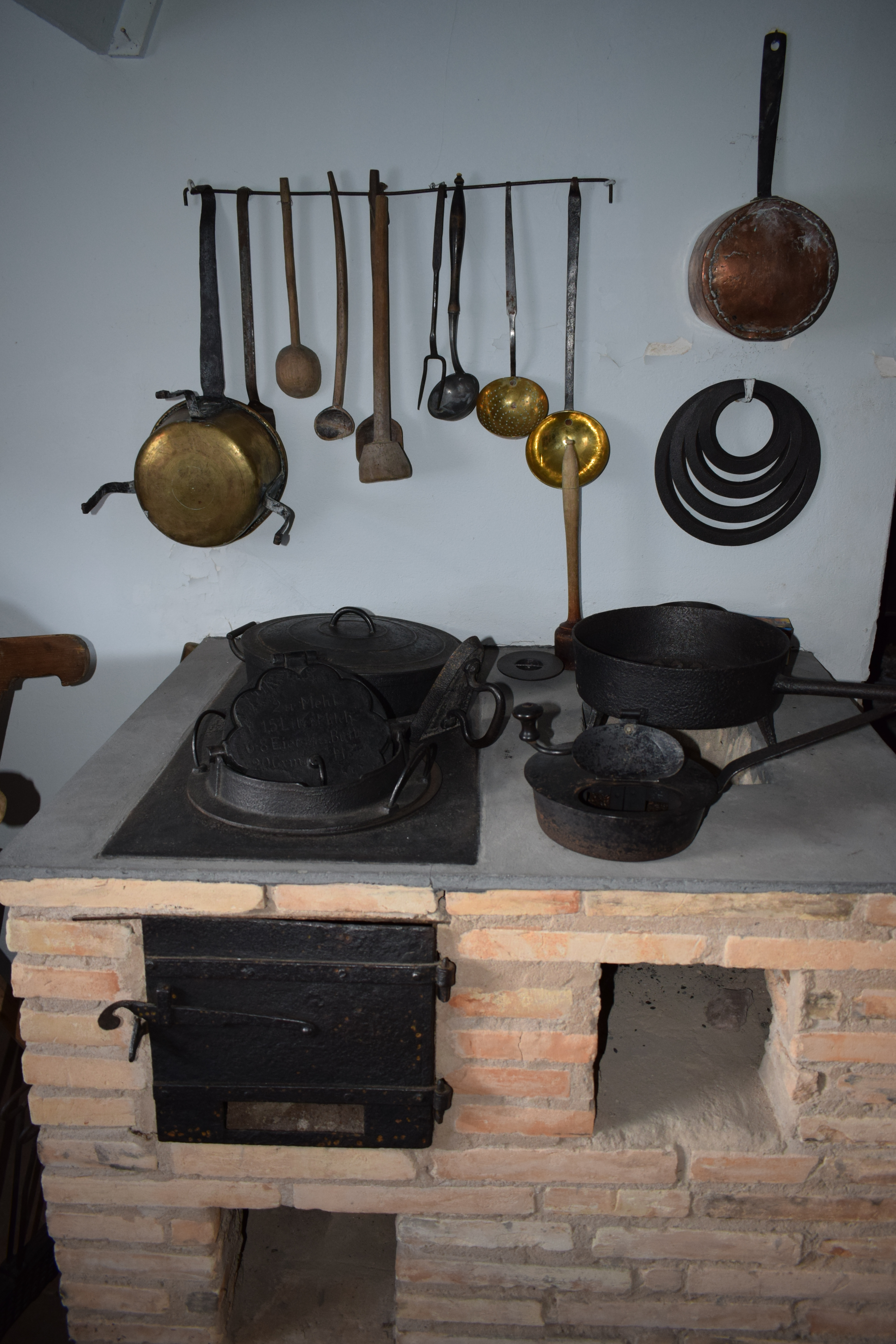
Musée d'arts et traditions populaires.
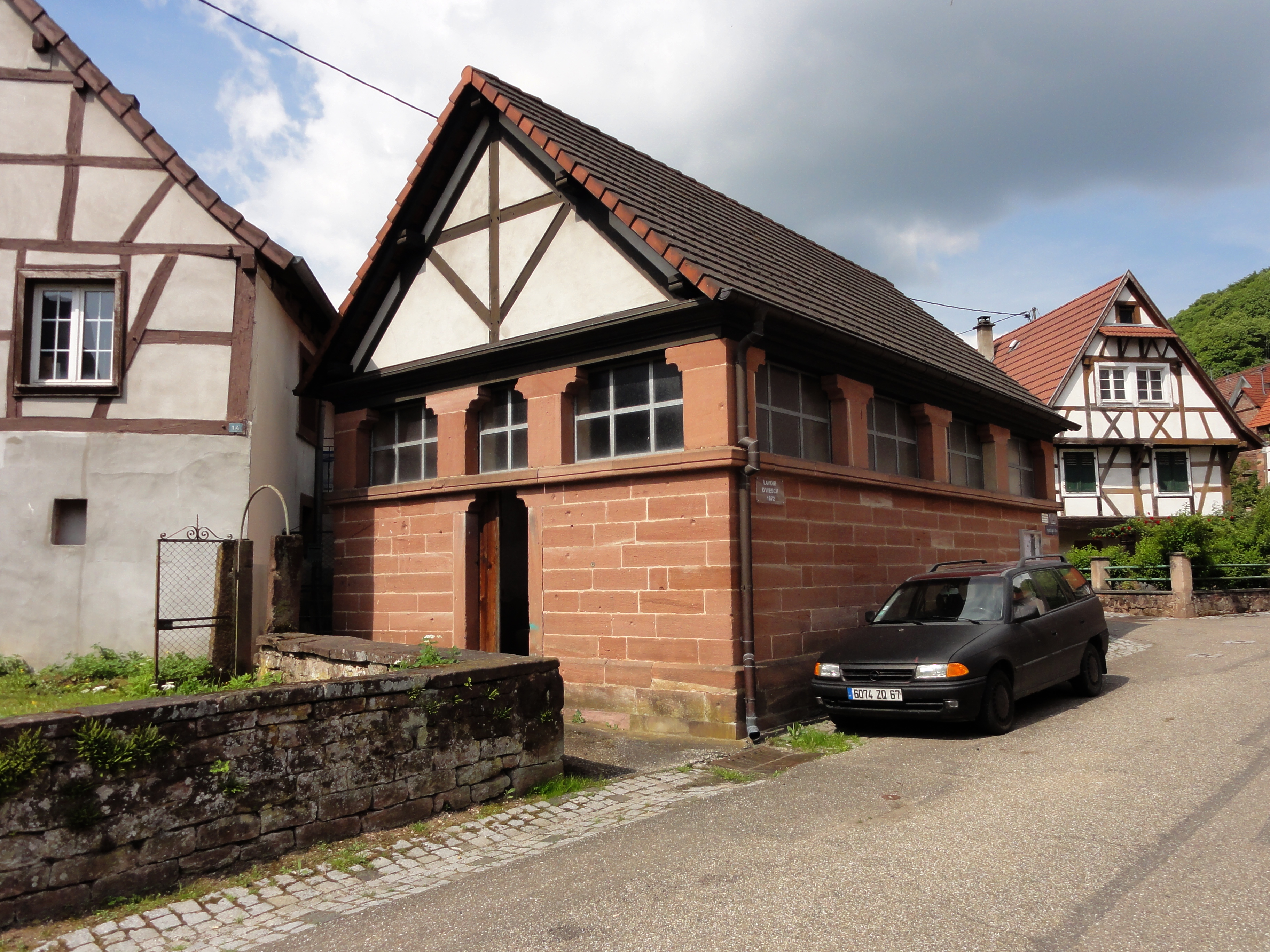
Lavoir.
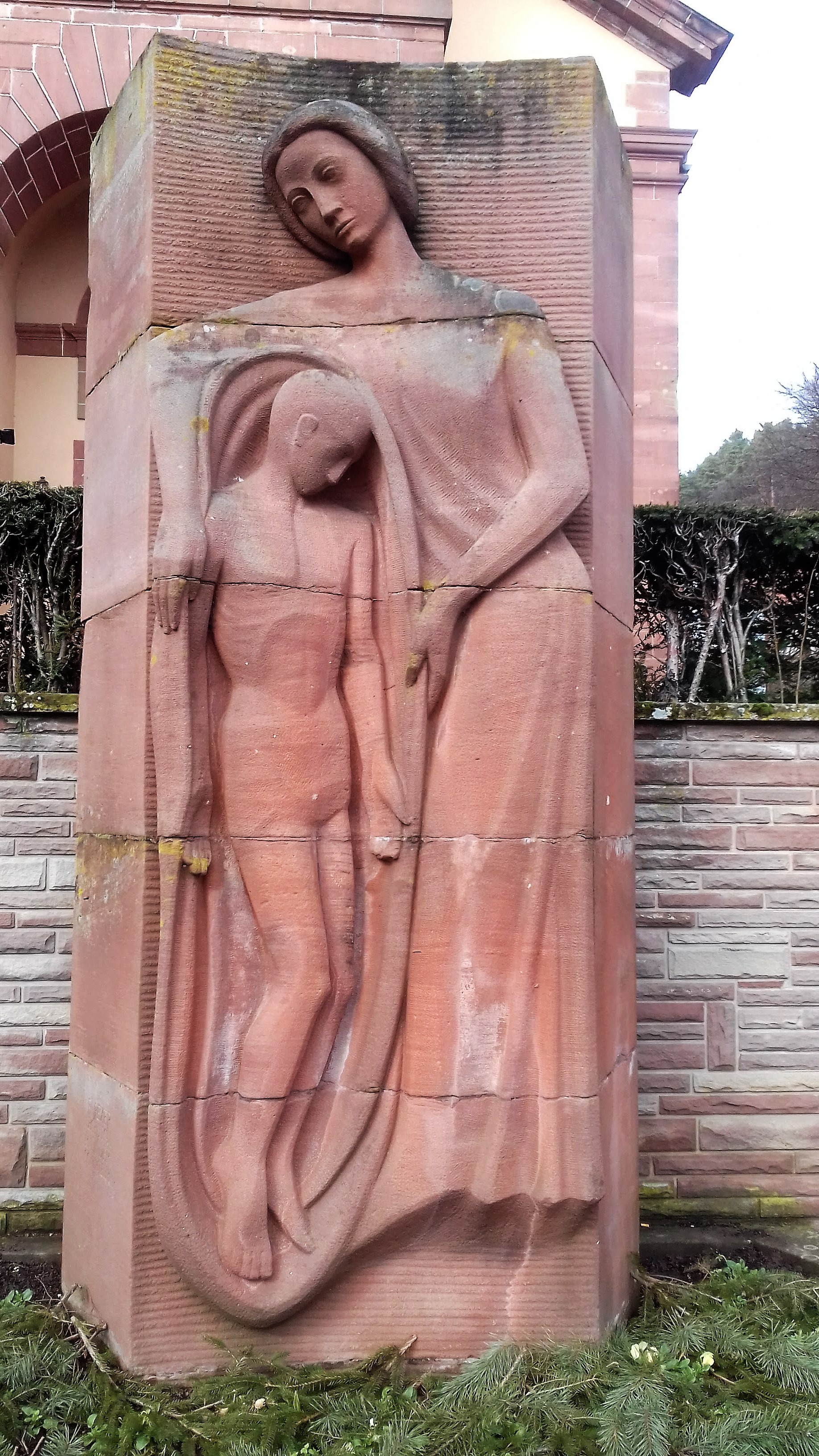
Monument aux morts.
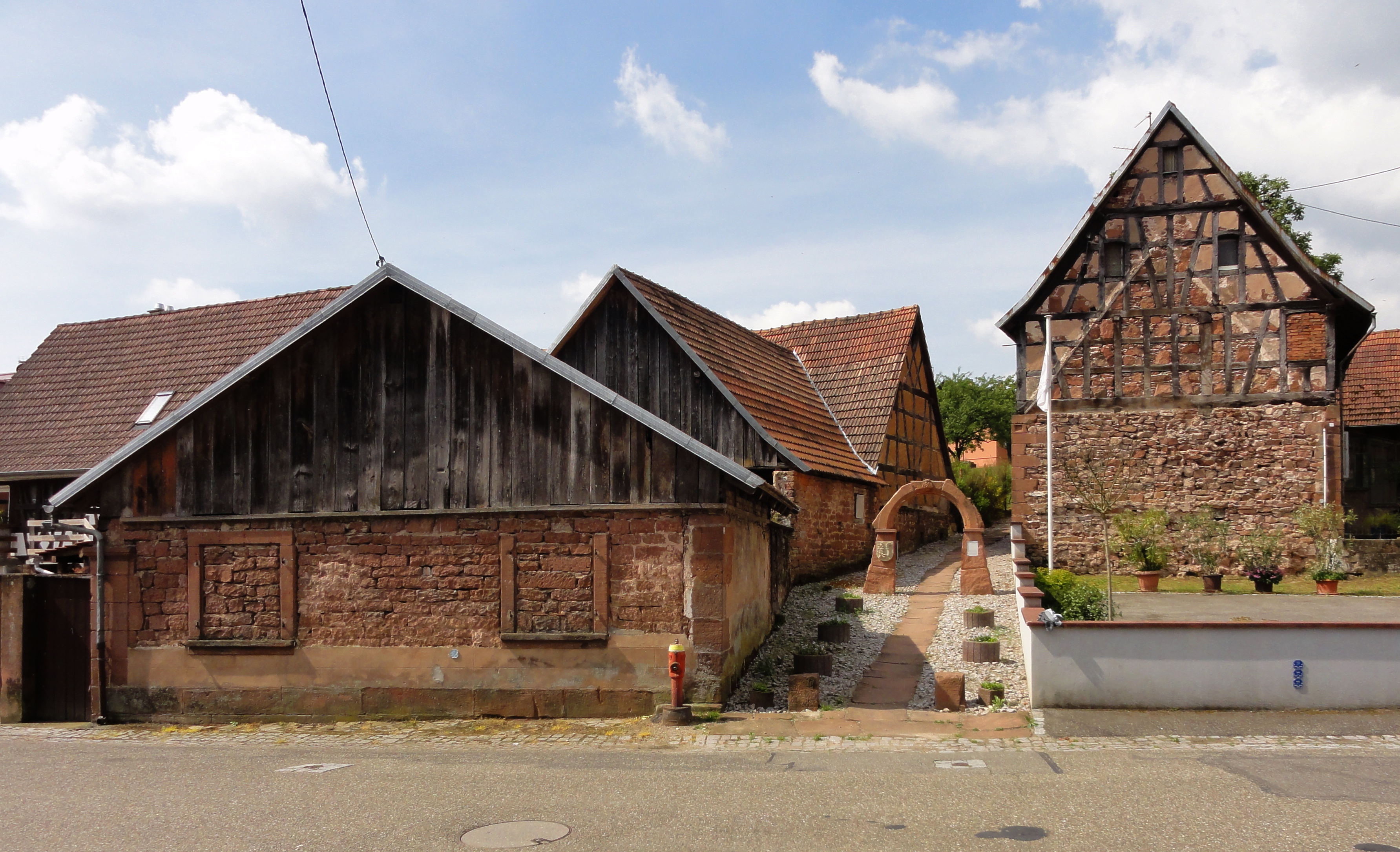
Rue des Tilleuls.
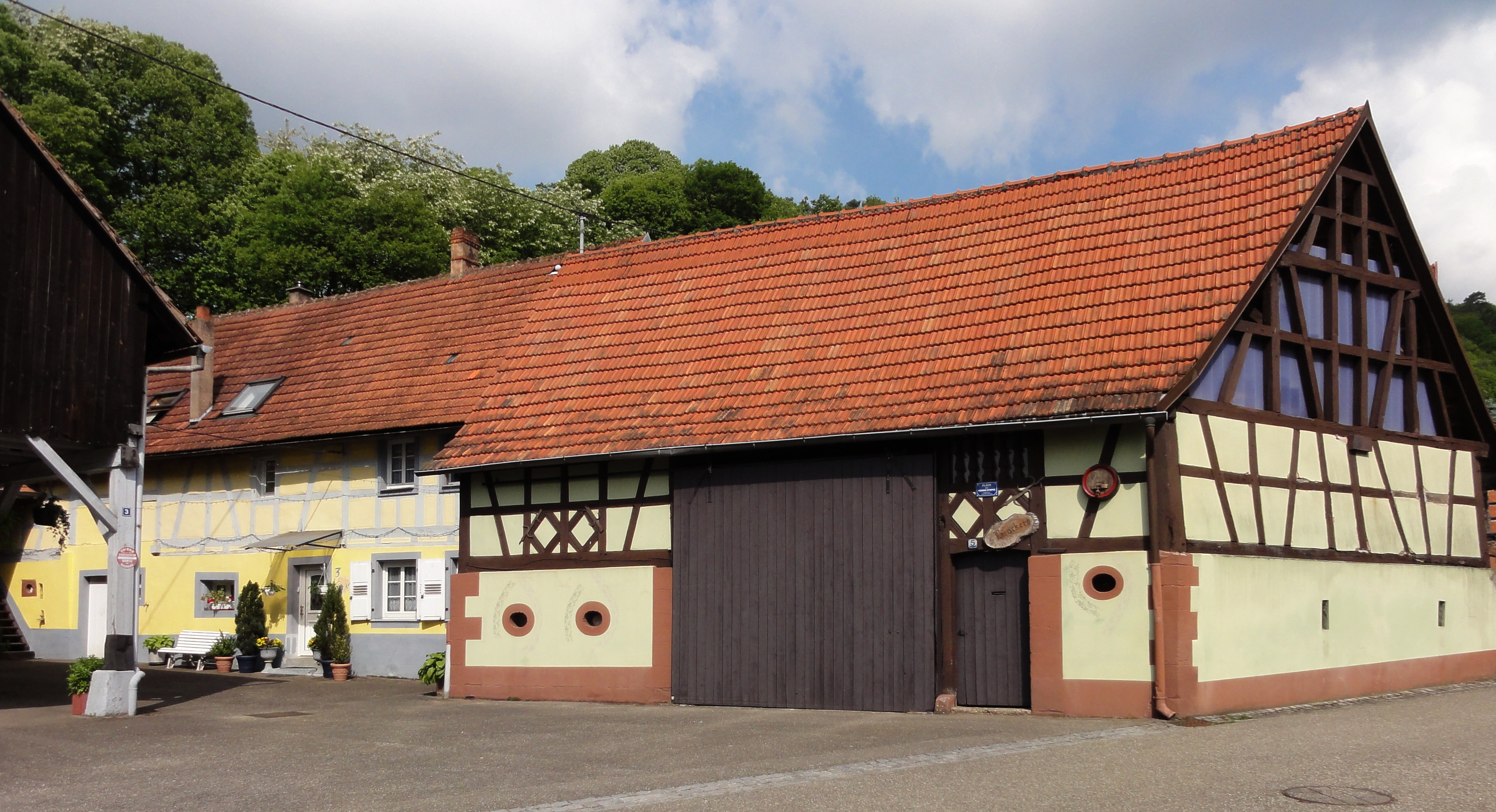
Ferme 3 rue de l'église.

### Lieux et monuments
- On sait peu de choses de l'église dite Frauenkirch (Notre-Dame)[46] qui, d'après certains auteurs, serait une église conventuelle. Elle aurait été construite au XIVe siècle ou au XVe siècle et elle est citée pour la première fois en 1450. On sait qu'en 1507 elle est en mauvais état, et qu'en 1760 elle est abandonnée.
- La Réforme est introduite dans le village en 1560. On ne sait rien des bâtiments de culte, qui sont détruits durant la guerre de Trente Ans. Une inscription en allemand au-dessus de la porte d'entrée nous donne les dates de construction du temple actuel : les travaux commencèrent en juin 1824 et l'édifice terminé est inauguré en décembre 1826. Une rénovation intérieure a lieu en octobre 1908. La reconstruction de l'église, sinistrée lors des conflits de 1945, dure de 1955 à 1957. La flèche culmine à 42 mètres du sol et le jeu de cloches fait partie des plus beaux d'Alsace[47].

Orgue en tribune de Stiehr et Mockers, facteurs d'orgues,, restauré et transformé en 1931 par Schwenkedel. En 2009 un orgue neuf a été installé par les facteurs d'orgue Guerrier/Bucher.
Cloche de 1730 d'Edel Matthieu (fondeur de cloches).
Installation de nouvelles cloches en 1977 et 1986.
- Une synagogue existait au XVIIIe siècle[52],[53],[54].
- Monument aux morts[55] : conflits commémorés : guerres de 1914-1918 - 1939-1945.
- La maison du village d'Offwiller est un musée d'arts et traditions populaires[56]. Il restitue le cadre de vie d'un petit paysan des Vosges du Nord au XIXe siècle. Outils et ustensiles domestiques, agricoles et artisanaux sont présentés dans une maison datant de 1782.
- Patrimoine rural recensé par le service régional de l'Inventaire général du patrimoine culturel[57].
- Lavoir[58].
- Mairie[59].
- Bornes en grès posées aux XVIIe et XVIIIe siècles afin de délimiter la forêt[60].

### Patrimoine culturel
Une coutume qui persiste encore de nos jours : le « Schieweschlawe », lancer de disques enflammés le dimanche après Mardi-Gras.

### Personnalités liées à la commune
- Guillaume Philippe Schimper, botaniste et paléontologue français, né le 12 décembre 1808 à Dossenheim-sur-Zinsel et mort le 20 mars 1880 à Strasbourg. Fils de pasteur, il passe son enfance à Offwiller où son père officie.
- Patrice Hilt, maire, maître de conférences en droit privé et sciences criminelles à la Faculté de Droit, de Sciences Politiques et de Gestion de Strasbourg.

Ouvrages collectifs : Le couple et la Convention européenne des droits de l'homme Frédérique Granet et Patrice Hilt, Presses universitaires d'Aix-Marseille (PUAM), 2004

### Héraldique
| Blason de Offwiller | Blason  | D'argent au rameau de chêne de sinople senestré d'une serpe contournée d'azur, emmanchée de gueules. |
| Blason de Offwiller | Détails | |